# Liste des saisons de Charnay Basket Bourgogne Sud
Cet article présente la liste des joueuses de l'équipe de basket-ball féminine de Charnay Basket Bourgogne Sud.

## Effectif 2021-2022
- Entraîneur : Matthieu Chauvet
- Entraîneuse adjointe : Émilie Duvivier

| Numéro | Nom              | Date de naissance | Taille (m) | Poste         | Nationalité |
| ------ | ---------------- | ----------------- | ---------- | ------------- | ----------- |
| 9      | Prescillia Lezin | 29 octobre 1997   | 1,82       | ailière       | France      |
| 25     | Coralie Chabrier | 28 avril 2000     | 1,69       | meneuse       | France      |
|        | Inès Debroise    | 17 septembre 2003 | 1,68       | meneuse       | France      |
| 10     | Ewl Guennoc      | 15 mai 2001       | 1,74       | meneuse       | France      |
|        | Zoé Wadoux       | 7 janvier 2001    | 1,77       | arrière       | France      |
| 1      | Kankou Coulibaly | 11 avril 1990     | 1,87       | ailière forte | Mali        |
|        | Yacine Diop      | 8 octobre 1995    | 1,78       | ailière       | Sénégal     |
| 18     | Johanna Muzet    | 8 juillet 1997    | 1,83       | ailière       | France      |
| 29     | Joanne Lauvergne | 29 mars 1996      | 1,91       | pivot         | France      |
| 13     | Maïa Hirsch      | 13 novembre 2003  | 1,96       | pivot         | France      |
|        | Kim Gaucher      | 22 juin 1993      | 1,75       | arrière       | Canada      |
| 7      | Lexie Brown      | 27 octobre 1994   | 1,75       | meneuse       | États-Unis  |
|        | G'rice Davis     | 14 juin 1996      | 1,89       | ailière forte | États-Unis  |
|        | Shay Colley      | 6 janvier 1996    | 1,76       | meneuse       | Canada      |
| 4      | Caliya Robinson  | 23 mars 1997      | 1,90       | ailière forte | États-Unis  |
|        | Taya Reimer      | 24 août 1995      | 1,93       | pivot         | États-Unis  |

Yacine Diop quitte le club mi-novembre. Ell est remplacée par Ewl Guennoc qui arrive en prêt de Charleville.
Fin décembre 2021, alors que le club est dernier avec 2 victoires en 12 rencontres, il se sépare de ses deux américaines Caliya Robinson et Lexie Brown (21,3 points de moyenne sur ses cinq matches) remplacées par l'ailière canadienne Kim Gaucher et la pivot américaine Taya Reimer. Charnay engage aussi la jeune arrière Zoé Wadoux après un engagement décevant ay club de Ferrol en première division espagnole (2,8 points à 22,7% de réussite aux tirs en 14 minutes).

## Effectif 2020-2021
- Entraîneur : Matthieu Chauvet
- Entraîneur adjoint : Lucas Guignochau

| Numéro | Nom                  | Date de naissance | Taille (m) | Poste         | Nationalité      |
| ------ | -------------------- | ----------------- | ---------- | ------------- | ---------------- |
| 8      | Jessica Mavambou     | 20 avril 2000     | 1,84       | ailière       | France           |
| 13     | Sixtine Macquet      | 5 décembre 2000   | 1,96       | pivot         | France           |
|        | Romane Jeanneaux     | 16 mai 2000       | 1,74       | meneuse       | France           |
| 9      | Prescillia Lezin     | 29 octobre 1997   | 1,82       | ailière       | France           |
|        | Pauline Lithard      | 11 février 1994   | 1,64       | meneuse       | France           |
| 3      | Mikaela Ruef         | 15 janvier 1990   | 1,91       | ailière forte | États-Unis       |
| 25     | Coralie Chabrier     | 28 avril 2000     | 1,69       | meneuse       | France           |
| 0      | Olivia Époupa        | 30 avril 1994     | 1,65       | meneuse       | France           |
| 10     | Promise Amukamara    | 22 juin 1993      | 1,75       | arrière       | Nigeria          |
| 22     | Vionise Pierre-Louis | 17 octobre 1995   | 1,93       | pivot         | Haïti États-Unis |
| 24     | Meighan Simmons      | 25 janvier 1992   | 1,75       | arrière       | États-Unis       |
|        | Mikayla Cowling      | 4 septembre 1996  | 1,88       | arrière       | États-Unis       |
|        | Gabby Green          | 18 octobre 1995   | 1,88       | ailière forte | États-Unis       |

En septembre 2020, Romane Jeanneaux annonce qu’elle souffre d’une rupture complète du ligament croisé et manquera la saison 2020-2021.
En décembre, Mikayla Cowling est remerciée alors que son impact est jugé insuffisant avec 7,3 points à 17% de réussite à 3-points et 2,9 rebonds en 25 minutes de moyenne et une seule victoire en huit  matchs pour Charnay. Son bon début de saison permet en revanche à Pauline Lithard de répondre à la sollicitation de Saint-Amand. Elles sont remplacées par la meneuse américaine Meighan Simmons. En janvier 2021, la meneuse de l'équipe de France Olivia Époupa qui restait sans club depuis son titre de championne d'Australie en mars 2020 rejoint Charnay afin de préparer les compétitions internationales de l'été 2021.

## Effectif 2019-2020
- Entraîneur : Matthieu Chauvet
- Entraîneur adjoint : Lucas Guignochau

| Numéro | Nom                 | Date de naissance | Taille (m) | Poste         | Nationalité |
| ------ | ------------------- | ----------------- | ---------- | ------------- | ----------- |
|        | Laëtitia Guapo      | 25 octobre 1995   | 1,82       | ailière       | France      |
|        | Sixtine Macquet     | 5 décembre 2000   | 1,96       | pivot         | France      |
|        | Romane Jeanneaux    | 16 mai 2000       | 1,74       | meneuse       | France      |
|        | Prescillia Lezin    | 29 octobre 1997   | 1,82       | ailière       | France      |
|        | Pauline Lithard     | 11 février 1994   | 1,64       | meneuse       | France      |
|        | Jordan Moore        | 28 novembre 1996  | 1,91       | pivot         | États-Unis  |
|        | Mikaela Ruef        | 15 janvier 1990   | 1,91       | ailière forte | États-Unis  |
|        | Ludivine Marie      | 9 janvier 1998    | 1,85       | ailière forte | France      |
|        | Manuella Hatchi     | 20 novembre 1994  | 1,74       | arrière       | France      |
|        | Promise Amukamara   | 22 juin 1993      | 1,75       | arrière       | Nigeria     |
|        | Jade Johnson-Walker | 14 octobre 1995   | 1,88       | ailière forte | États-Unis  |
|        | Kristen Mann        | 10 août 1983      | 1,86       | ailière forte | États-Unis  |

Avec des moyennes de 13,1 points et 4,3 rebonds à Mondeville en 2018-2019, Kristen Mann rejoint Charnay en novembre 2019 pour remplacer Jade Johnson-Walker. Après la blessure de Jordan Moore en janvier 2020, le club engage une pigiste médicale, Mikaela Ruef.

## Effectif 2017-2018
| Numéro | Nom                | Age    | Taille | Poste          | Nationalité |
| ------ | ------------------ | ------ | ------ | -------------- | ----------- |
| 4      | Johanna Cortinovis | 31 ans | 1,90 m | Intérieure     | Française   |
| 5      | Chloé Mantelin     | 20 ans | 1,73 m | Aillière       | Française   |
| 6      | Laure Bellevile    | 30 ans | 1,75 m | Arrière        | Française   |
| 7      | Margot Joret       | 24 ans | 1,68 m | Meneuse        | Française   |
| 8      | Claire Michel      | 24 ans | 1,82 m | Aillière       | Française   |
| 9      | Léa Pellerin       | 20 ans | 1,65 m | Meneuse        | Française   |
| 10     | Eva Brenot         | 19 ans | 1,80 m | Intérieure     | Française   |
| 14     | Irma Rahmanovic    | 26 ans | 1,87 m | Intérieure     | Bosnienne   |
| 17     | Clarisse Legrand   | 21 ans | 1,82 m | Aillière forte | Française   |
| 22     | Kariata Diaby      | 22 ans | 1,92 m | Intérieure     | Ivoirienne  |
| 27     | Mélanie Devaux     | 25 ans | 1,72 m | Meneuse        | Française   |